# Тагизаде, Гарасим Абдулгасан оглы
Гарасим Абдулхасан оглы Тагизаде (азерб. Qarasim Əbdülhəsən oğlu Tağızadə; 1946, Ждановск — 4 марта 2018, Баку) — азербайджанский диктор. Заслуженный деятель искусств, Народный артист Азербайджана (1998), профессор.

## Биография
Гарасим Тагизаде родился в 1946 году в городе Бейлаган. Окончил филологический факультет Бакинского государственного университета. Много лет являлся директором програмиы Аз.Гос.Телерадио.
Скончался в марте 2018 года.

## Награды
- Заслуженный артист Азербайджана (1991)[3]
- Народный артист Азербайджана (1998)[4]
- Президентский стипендиат (2003)